# 1981 SE2
1981 SE2 är en asteroid i huvudbältet som upptäcktes den 26 september 1981 av den amerikanske astronomen Norman G. Thomas vid Anderson Mesa Station. 
Asteroiden har en diameter på ungefär 3 kilometer och den tillhör asteroidgruppen Nysa.